# Clube Esportivo Guarani
O Clube Esportivo Guarani, mais conhecido como Guarani-SMO, ou Bugre do Oeste, é um clube de futebol brasileiro da cidade de São Miguel do Oeste, estado de Santa Catarina. Foi fundado em 7 de setembro de 1947, quando São Miguel do Oeste ainda pertencia ao município de Chapecó como Distrito de Vila Oeste. Suas cores são o vermelho, o preto e o branco. Seu estádio é o Estádio Padre Aurélio Canzi, inaugurado em 11 de janeiro de 1962.
Atualmente o clube disputa competições municipais, regionais e amadoras, tendo conquistado duas edições do Campeonato Sul-Brasileiro de Futebol Amador, duas competições do Campeonato Estadual de Amadores de Santa Catarina e diversos títulos municipais.

## História
Fundado oficialmente em 7 de setembro do ano de 1947 por colonizadores que na região de São Miguel do Oeste chegaram vindos do Rio Grande do Sul, na sua grande maioria descendentes de italianos e alemães, cujo campo fora construído pelos mesmos, e, dirigidos e coordenados os trabalhos pelo já então falecido Padre Aurélio Canzi, que, aliás, doou parte central do campo para sua construção.
Sabe-se que, a alcunha "Bugre do Oeste" surgiu devido à primeira partida de futebol ter sido realizada entre agricultores e os bugres que nesta região residiam, sendo estes, descendentes de índios.
Tinha como sede oficial do clube até o ano de 1962, num prédio no terreno onde hoje se localiza o HSBC Bamerindus, quando em 1962 um incêndio veio a destruir tudo, até mesmo os arquivos do clube, passando a partir de 1962, até a construção do ginásio ter como sede oficial os fundos do antigo cinema, hoje Boate Farol.

## História no futebol
Até o ao de 1973, participava tão somente de competições municipais e intercâmbio intermunicipal e regional, até mesmo porque não possuía filiação a alguma liga de futebol. Até o ano de 1973, a liga era realizada em São José do Cedro.
Em 1974 foi criada a Liga Fronteirista, e neste mesmo ano o Clube Esportivo Guarani sagrou-se campeão do 1º Regional, habilitando-se assim a participar da primeira divisão do Campeonato Estadual de Futebol (Profissional), promovido pela Federação Catarinense de Futebol.
O Guarani-SMO participou do Campeonato Catarinense de Futebol nos anos de 1974, 1975, 1976, 1977 e 1978.
Em outubro de 1977 houve o pedido de afastamento do clube no estadual, mas, no entanto, formou-se uma comissão em prol da continuidade do Bugre do Oeste nofutebol, esta comissão assumiu por procuração e contrato de responsabilidade mútua, contrato este que foi assnado no dia 1 de novembro de 1977, até o dia 28 de fevereiro de 1978, Período em que o Guarani participou do torneio.
O Clube Esportivo Guarani encerra esta participação como Vice-Campeão. Ressalvando-se que quando do afastamento do Campeonato Estadual de Amadores em 1977, o Bugre do Oeste estava com 15 partidas invicto e já tinha aparecido por 3 vezes nos jogos da Loteria Esportiva Federal da época. Valendo aindaq lembrar que neste mesmo período estiveram fazendo apresentação oficial em jogos amistosos o Grêmio e o Internacional de Porto Alegre
Dia 30 de agosto de 1976, o Guarani-SMO jogou contra a equipe dos Milionários de São Paulo e venceu pelo placar de 4 a 3. Aequipe dos Milionários era composta por ex-jogadores da Seleção Brasileira, e era composta na época por: Mané-Garrincha, Fio Maravlha, Barbozinha, Humberto Monteiro, Tarciso, Minuca, Gilberto, Oréco, Paulo Borges, Cézar, Róbson, e no banco Tonho e Osvaldo.
O Guarani-SMO jogou com: Joãozinho, Lambari, Antônio Carlos, Valmir, Gessi, Paulo Renato, Clari, Alberto, Claudiomiro, Cézar e Tião.o Técnico foi o Lindomar, e foi àrbitro da partida o Sr. Atílio Mallmann e auxiliado por Simão de Oliveira e Hugo Simm na Bandeira.
Paralisação do futebol de campo dos anos de 1978.
Em 5 de maio de 1978, houve uma assembleia tendo como local o CTG Porteira Aberta, para a formação da Associação São Miguel de Futebol, que por parte do Clube Esportivo Guarani passaria a ser: Associação Atlética São Miguel de Futebol. Assunto este que só ficou em atas, tanto no Guarani-SMO como no Atlético.
Com a construção do ginásio nos anos de 1982, 1983 e 1984, veio o estatuto novo, e consequentemente com ginásio novo a participação do Clube Esportivo Guarani junto à Federação Catarinense de Futebol de Salão, registrando-se os Atlétas em nome do Clube Esportivo Guarani do ano de 1985 até o ano de 1991, que participava representando São Miguel do Oeste no futsal com o nome fatasia: Bem Bolado e ultimamente com o nome fatasia Clube Comercial
De 1981 até o ano de 1997 foram promovidos vários torneios da Amizade. Em 28 de fevereiro de 1997, exatamente 19 anos após a paralisação houve o retorno do Guarani com as Categorias de Base, ou seja, o Juvenil.
No ano de 1998, participou do Campeonato Estadual de Futsal na Categoria Juvenil com o nome: ASME/Clube Esportivo Guarani, ficando com a 3ª colocação, cuja final foi em São Miguel do Oeste.
Em 1999 teve participação no Campeonato Estadual de Futsal nas Categorias Infato-Juvenil e Categoria Juvenil, ficando mais uma vez em 3º lugar no estado.
Já no mês de setembro de 2000, o Clube paralisou a Categoria Infanto-Juvenil, e com os mesmos atletas iniciou a preparação para o Sub-17 do 9º Brasileirinho de Futebol de Campo, que seria realizado na cidade de Foz do Iguaçu-PR, dos dias 12 à 20 de janeiro de 2001, onde participariam 16 equipes, representando 10 estados na União, e o Clube Esportivo Guarani de São Miguel do Oeste acaba conquistando o 3º lugar na competição.
Poir força de compromissos firmados em ata, houve a confirmação da participação do Clube Esportivo Guarani no Campeonato Estadual de Amadores do ano de 2000, aproveitando-se, na grande maioria, atletas que já estariam inscritos pela Associação Esportiva Pérola (Clube do município de São Miguel do Oeste) confirmando assim uma parceria já que todo o movimento financeiro arrecadado era de exclusividade do Deprtamento.
Ainda no ano de 2000, o Clube Esportivo Guarani participou dos campeonatos: Municipal, Regional e Estadual de Futebol Não Profissional.
No ano de 2001, Ata Nº001/2001, de 25 de janeiro de 2001, Reestruturação no Departamento de Futebol Não Profissional, e a decisão de participar em todas as competições promovidas pela Liga Fronteirista e pela Federação Catarinense de Futebol Não Profissional.
Dezembro de 2001, Campeão do Oeste, Campeão da Fase Oeste de Futebol promovido pela Federação de Catarinense de Futebol, título este inédito em São Miguel do Oeste. Ainda em Dezembro, inicia-se a disputa pelo título do Campeonato de Amadores, onde o Guarani-SMO vence a equipe do Canto do Rio em jogos realizados em São Miguel do Oeste e em Floriaópolis.
2 de março de 2002, termina o Campeonato Estadual de 2001 e o Guarani-SMO acaba como Vice-campeão.
No ano de 2002, pela Categoria Juvenil, o Guarani-SMO conquista o Campeonato Municipal e Regional, promovido pela Liga Esportiva Fronteira, e na Categoria Adulto, a equipe conquista o Campeonato Municipal, Regional e Campeão Estadual de Amadores, Campeonatos estes, promovidos pela Liga Fronteirista de Futebol e Federação Catarinense de Futebol.
Ano de 2003, em torneio realizado pela Federação Catarinense de Futebol e Chancelada pela Confederação Brasileira de Futebol o Guarani-SMO conquista o XVI Torneio Sul Brasileiro de Futebol Amador. Com a conquista deste torneio, o Guarani-SMO está automaticamente classificado para no ano seguinte participar do Torneio que será realizado no estado do Paraná, salientando que esta competição é realizada nos 3 estados do Sul em forma de rodízio, e além do Troféu Normal, é disputado também o Troféu Rotativo, e a equipe que conquistar três vezes consecutivas, e/ou, intercaladas fica com o mesmo Troféu definitivamente.
Em 2004, o Clube Esportivo Guarani consagra-se Bicampeão no XVII Torneio Sul Brasileiro de Futebol Não Profissional, realizado na cidade de Engenheiro Beltrão-PR, garantindo assim sua participação no XVIII Torneio, que no ano de 2005 será realizado no estado do Rio Grande do Sul.
Equipes que participaram do torneio:
- Juventude de Lindóia-SC (Campeão de 2003)
- Engenheiro Beltrão-PR (Sede dos jogos)
- Juventude de Ibirubá-RS
- Clube Esportivo Guarani de São Miguel do Oeste (Campeão do XVI Torneio realizado em SMOeste no dia 7 de setembro, dia do 56º Aniversário do Clube)

O Guarani-SMO obteve os seguintes resultados:
Guarani-SMO 0 x 0 Juventude-Ibirubá (RS)
Guarani-SMO 1 x 1 Engenheiro Beltrão (PR)
Guarani-SMO 4 x 0 Juventude-Lindóia (SC)
No mesmo ano, na modalidade de Futebol de Salão na Categoria Sub-13, classifica-se entre os oito semi-finalistas das trinta e duas participantes, e promove assim, entre os dias 12 e 14 de Outubro o primeiro quadrangular nas Categorias Sub-13, Sub-15 e Sub-17, com a denominação: "Quadrangular Taça C.T. Bugre do Oeste".
Participou também da VII Copa Santa Catarina de Futebol - Taça Governador do Estado na Categoria Sub-17, realizada no mês de Dezembro.
2006, Guarani-SMO consagra-se Bicampeão Estadual de Futebol Não profissional na Categoria Adulto.
Recebeu também neste ano, convite para participar da realização da SC Cup/Taça Governador do Estado em sua oitava edição, evento este realizado no mês de Dezembro de 2007, em Florianópolis, sendo uma realização da Empresa Mega Consultoria Esportiva LTDA, tedo como Coordenador geral o Profº Carlos Homrich.
2007, Guarani-SMO participa pela 1ª vez do Campeonato Estadual Aberto Regional Fase-Oeste de Futebol Sub-15 e Sub-17, promovido pela Federação Catarinense de Futebol, sagrando-se campeão na Categoria Sub-17.
Em 2012, jogou a Liga Esportiva Oeste Catarinense na chave A da competição juntamente com: Associação Ypiranga Futebol Clube; Esporte Clube Cometa; Ser. AJAP Colonia/Pinhalzinho; Esporte Clube Canarinho e CRM/ROTOPLAST onde terminou em terceiro lugar. Acabou sendo eliminado posteriormente nas quartas de finais da competição pelo Olaria E.C.
Em 2013, iniciou sua nova jornada na Liga Esportiva Oeste Catarinense na chave C da competição juntamente com: CER. Ouro Verde; SER. Independente; Associação Ypiranga Futebol Clube; Esporte Clube Cometa.

## Títulos
- - Campeão Troféu Adolfo Camilli - Repescagem Campeonato Catarinense Profissional 1977
  - Campeão Sul Brasileiro 2003 - XVI edição - Taça Emídio Odósio Perondi
  - Campeão Sul Brasileiro 2004 - XVII edição
  - Campeão Estadual de Amadores 2002 - Taça Mahicom José Librelatto
  - Campeão Estadual - Fase Oeste 2006 - Troféu Imprensa Lorenci Modas
  - Campeão Regional 1973 - Taça Gener
  - Campeão Regional Oeste 2001
  - Campeão Regional de Amadores 2002 - Copa Unoesc Jornal Regional
  - Copa do Extremo-Oeste - Taça Deputado Antônio Pichetti
  - Copa Brasil Sul de Futsal Juvenil 1998 (4º lugar)
  - Sul-Brasileiro 2007 - Terceiro Lugar
  - Vice-Campeão Estadual de Amadores 2001 - Taça Osvaldo Manoel da Costa
  - Vice-Campeão Estadual Fase Oeste 2002 - Troféu Ignácio Gambatto
  - Vice-Campeão Regional 2004 - Taça Random Trukam
  - Vice-Campeão Estadual Fase Oeste 2013
  - Taça Hélio Wassum Campeão SMO 1975
  - Torneio da Amizade 1977
  - Taça São Miguel 1ª Divisão 2002
  - Troféu Disciplina - Sul-Brasileiro 2003
  - Campeão Regional Juvenil 2002 Copa Unoesc - Jornal Regional
  - Vice-Campeão Regional de Amadores Juvenil 2001
  - Campeão Municipal Sub-19 2005
  - Brasileirinho Juvenil Futebol 2001 Foz do Iguaçu (3º lugar)
  - Campeão Feminino Semana da Pátria 1983 (LEF)
  - Copa Itaqui de Futsal
  - Troféu Folha do Oeste 15 anos de Futsal  - Campeão
  - Placa Honra Ao Mérito Câmara Vereadores 2002
  - Placa Agradecimento Juventude Ibirubá

## Presidentes
O Guarani-SMO já foi comandado por vários presidentes.
Até o ano de 1974 não foram encontrados registros.
1974 até 16 de abril de 1975 - Presidente: Dr. Ademar de Quadros Mariani.
1975 - A partir do dia 16 de abril de 1975 assume provisoriamente Orlando Mafinski, pelo afastamento de Ademar Mariani por este estar na lista dos que poderiam ser prefeito, o que de fato aconteceu.
1976 - Presidente: Waldir João Fedrizzi e Vice-presidente: Ademar de Quadros Mariani.
1977 - Presidente: Dr. Claudius Augustus Faggions e Vice-presidente: Arly Barichello.
1977 - A partir de outubro, assume a Diretoria do Conselho Deliberativo, pelo afastamento do futebol Arly Barichello Mussolini.
1978 - No dia 5 de maio de 1978 houve assembleia, tendo como local o C.T.G. Porteira Aberta para a formação da Associação São Miguel de Futebol, que por parte do Clube Esportivo Guarani passaria a ser: Associação Atlética São Miguel de Futebol. Assunto este que só ficou em atas tanto no Guarani como no Atlético.
1979 - Presidente: Arly Barichello e Vice-presidente: Ivo Santo Rech (Eram Presidente e Vice-presidente do Conselho Deliberativo).
1980 - Presidente: Ivo Santo Rech, substituindo o então presidente Arly Barrichello.
1981 e 1982 - Presidente: Emyr Stringhini e Vice-presidente: Armando Rampi.
1983 e 1984 -
1985 à 1989 - Presidente: Emyr Stringhini e Vice-presidente: Aldemor Battiston.
1990 e 1991 - Presidente: Gilmar Baldissera e Vice-presidente: Ivanor José Moser.
1992 e 1993 - Presidente: Lauro Hining e Vice-presidente: Emyr Stringhini.
1994 e 1995 - Presidente: Emyr Stringhini e Vice-presidente: Armando Rampi.
1996 e 1997 - Presidente: Alfredo Fabiani e Vice-presidente: Armando Rampi.
1998 e 1999 - Presidente: Marcos Luft e Vice-presidente: Eulo Centenaro.
2000 e 2001 - Presidente: Orlando Mafinski e Vice-presidente: Osvaldir Alcides de Oliveira.
Ata Nº23/2000 de 22 de Agosto de 2000, Em reunião Extraordinária de Diretoria cria o Departamento de Futebol de Campo, nomeando como Vice-presidente de Futebol a pessoa do Sr. Itamar Schons e como Assessor o Sr. Ivonei Agostinho Rech.
2008 e 2009 – Presidente: Marcos Luft
???? - Presidente: Clairton Gueller e Vice-presidente: Vilson Eduardo Bratkoski
2010 e 2011 – Presidente: Celso Zílio – Vice-presidente: Miguel De Moura
2012 e 2013 – Presidente: O atual Presidente é Celso Zílio – Vice-presidente: Sérgio Hoffelder

## Símbolos

### Uniforme

#### Origem
O atual uniforme do Guarani-SMO é apresentado nas cores Vermelha, Preta e Branca

#### Material esportivo
A atual fornecedora do material esportivo é a d`lamb.

### Uniformes atuais

#### Uniformes de jogo
- Titular - ;
- Reserva - ;
- Alternativo - .

### Escudo
No escudo atual do Guarani-SMO pode-se notar um formato de uma bola com bordas pretas, e dentro as letras "C, E, e G", que representam as iniciais do nome do clube: Clube Esportivo Guarani.

### Mascote
O mascote do Bugre do Oeste tem representada a figura de um índio (primeiros habitantes da região) portanto um arco e flechas em uma bolsa.

## Estádios

### Estádio "Indefinido"
Tinha como sede oficial do clube até o ano de 1962, num prédio no terreno onde hoje é o HSBC Bamerindus, quando em 1962 um incêndio veio a destruir tudo, até mesmo os arquivos do clube. Passando a partir de 1962 até a construção do ginásio ter como sede social os fundos do antigo cinema, hoje Boate Farol.

### Estádio Padre Aurélio Canzi
Atual estádio do Guarani-SMO, o Estádio Padre Aurélio Canzi é o local onde o Guarani-SMO manda seus jogos de futebol. O local é propriedade do município de São Miguel do Oeste e abriga a administração do clube, bem como o ginásio de esportes do Guarani. Foi inaugurado no dia 11 de janeiro de 1962, como Estádio Padre Aurélio Canzi. Hoje, o palco das partidas do Bugre do Oeste tem capacidade para 5 mil pessoas.